# Armand Lebrun de La Houssaye
Pour les articles homonymes, voir Lebrun et Houssaye.
Armand Lebrun, baron, puis comte de La Houssaye, né à Paris le 20 octobre 1768, mort le 19 juin 1846, est un général français de la Révolution et de l’Empire.

## Biographie

### Guerres révolutionnaires
Armand Lebrun entre comme sous-lieutenant dans le 82e régiment d'infanterie le 15 septembre 1791, passe en la même qualité au 5e régiment de dragons le 10 mars 1792, et est nommé capitaine à la légion de la Moselle et aide de camp du général en chef Beurnonville le 6 novembre suivant.
Il fait « avec distinction » la campagne de 1792 à l'an IV aux armées du Nord et de la Moselle, est nommé chef d'escadron le 27 février 1793, et cesse ses fonctions d'aide de camp le 15 mars suivant pour passer avec son grade dans le 3e régiment de hussards. Il se fait remarquer aux combats de Carlsberg et de Kaiserslautern en l'an II. Le 2 nivôse de cette même année, à Froeschwiller, il commande le régiment et entre le premier à sa tête dans une redoute ennemie. À cette même affaire, il fait mettre bas les armes à 1 500 grenadiers hongrois, prend 28 pièces de canon et est blessé d'un coup de biscaïen au pied droit.
Le 1er germinal an II il est élevé au grade de chef de brigade dans le même corps. Passé en l'an V à l'armée de Sambre-et-Meuse, il sert en l'an VI à celle d'Angleterre, fait partie en l'an VII de l'expédition contre les révoltés de la Belgique[précision nécessaire] et de l'armée d'observation du Rhin, et prend part aux campagnes des ans VIII et IX avec les armées du Rhin et du Danube. Le 13 vendémiaire an VIII, à Hœscht, près de Francfort, il est blessé d'un coup de feu qui lui traverse le talon.
De l'an X à l'an XI, il est employé dans 1re division militaire, et le 12 vendémiaire an XII nommé commandant et inspecteur des côtes de la Manche et du Calvados.

### Guerres napoléoniennes
Fait membre de la Légion d'honneur le 19 frimaire suivant, il est promu le 11 pluviôse, (1er février 1804) au grade de général de brigade, en conservant ses fonctions, et reçoit la décoration de commandeur de la Légion d'honneur le 25 prairial de la même année.
Désigné le 9 floréal an XIII pour présider une commission chargé d'un projet de règlement pour la cavalerie légère, il est employé le 25 messidor à la division de cavalerie de réserve, devenue 1re division de grosse cavalerie de la Grande Armée. Il commande la 2e brigade pendant les guerres de l'an XIV à 1807, en Autriche, en Prusse et en Pologne, prend part à toutes les affaires qui ont lieu à cette époque, et obtient le grade de général de division par décret du 14 mai 1807. L'Empereur lui confie le 1er juin suivant le commandement de la 4e division de dragons avec laquelle il continue la campagne jusqu'au traité de Tilsitt.
Créé baron de La Houssaye et de l'Empire en 1808, il reçoit plus tard (1819) le titre de comte.

#### Campagne d'Espagne
Au mois d'octobre 1808 il fait partie de l'armée d'Espagne avec sa division de dragons ; il contribue à la prise de Madrid le 4 décembre suivant, et s'empare de vive force de l'Escurial le lendemain 5 décembre.
Passé au 2e corps de l'armée d'Espagne le 1er janvier 1809, il sert avec distinction sous les ordres du maréchal-duc de Dalmatie. Le 5 janvier, à Ferreira, par une charge habilement conduite et vigoureusement exécutée, il empêche l'arrière-garde ennemie, qui se retire, de faire sauter le pont jeté sur la petite rivière qui coule en avant du village. Le 21 avril 1810, à l'affaire de la Rocca, il charge à la tête des 17e et 27e régiments de dragons, et fait perdre à l'ennemi 800 hommes tués et 600 prisonniers.
Vers cette époque, plusieurs bandes d'insurgés s'étant réunies dans la province de Cuenca sous les ordres d'un chef appelé don Juan Martin, le général La Houssaye marche sur elles avec une colonne d'environ 1 500 hommes tant infanterie que cavalerie. Son avant-garde surprit à Villa del Arnaud la bande dite de Guttières et la détruit presque en entier. Guttières et son lieutenant Ximenès sont faits prisonniers.
Le même jour, à quatre heures de l'après midi, la cavalerie française rencontre en avant de Cuenca les avant-postes de la masse des bandes réunies et les culbute. Les guerillas, au nombre de 3 000 hommes d'infanterie et de 400 chevaux, occupent une hauteur garnie de retranchements. Le général La Houssaye fait porter son artillerie sur un mamelon, à gauche, d'où elle bat d'écharpe la position ennemie, pendant que l'infanterie l'attaque de front à la baïonnette et que la cavalerie se dirige sur la route de Priego pour couper toute retraite aux Espagnols. « Le champ de bataille est bientôt jonché de cadavres ennemis » ; un bataillon entier met bas les armes. Le reste ayant voulu traverser le Júcar est acculé à cette rivière par la cavalerie : plus de 500 hommes s'y noient. L'obscurité seule de la nuit permet à quelques-uns de s'échapper. 600 prisonniers, dont 20 officiers, ainsi que tous les bagages, les subsistances et les munitions, tombent au pouvoir La Houssaye.
La 4e division de dragons étant passée à l'armée du Centre, il joint à son commandement le titre de gouverneur de la province de Tolède au mois d'août de la même année.
Le 21 octobre suivant il bat et disperse à Tarancón et à Veler 1 200 guérilleros qui, ayant voulu attaquer l'escorte d'un convoi destiné pour Torija, ont été mis en déroute par le général Hugo au Val de Sas, cinq jours auparavant. Ils perdent dans ces deux rencontres près de 400 hommes tués, et le général La Houssaye leur fait en outre une centaine de prisonniers.
Gouverneur de la province de Cuenca en avril 1811, il y maintient l'ordre et la tranquillité. La junte de Valence ayant ordonné au général Zayas de se mettre à la tête de tous les partis réunis de la province de Cuenca, ce général fait le 3 juillet un mouvement sur Jadraque. Le général Hugo, informé de ce mouvement, se met en mesure de le chasser de ses positions et de le rejeter sur la rive gauche du Tage, pendant que le général La Houssaye se porte avant pour couper la retraite aux Espagnols. Mais Zayas ne les attend pas : il évacue ses positions avec la totalité de son corps, fort d'environ 7 000 hommes. Le général Hugo le poursuit dans la direction du Tage. Parti le 10 juillet de Guadalaxara, le général La Houssaye s'avance de son côté à marches forcées sur le pont d'Auton, dans l'intention de fermer le passage aux Espagnols, mais ceux-ci qui ont déjà passé le Tage, sont en position à Val de Olivar. Le général La Houssaye passe le fleuve le 11 juillet, et au débouché du pont son avant-garde tombe sur la cavalerie commandée par « el Manco » (en français : « « le Manchot » »), et la poursuit jusqu'à Sacedón. Les Français et le gros des troupes de Zayas se rencontrent entre Alcober et Val de Olivar. 3 bataillons et 2 escadrons espagnols qui occupent une position avantageuse opposent d'abord une vive et longue résistance, mais la cavalerie française parvient à les enfoncer. Tout ce qui n'est pas sabré sur la place est pris : 600 morts, 1 000 prisonniers, un drapeau, tous les bagages, un parc considérable de bestiaux, 209 chevaux et l'ambulance, tombés au pouvoir des Français, sont les résultats de « cette brillante affaire ». Zayas, avec les débris de son corps, se retire en désordre sur Valence et fuit, vivement poursuivi par le général La Houssaye qui lui fait encore éprouver quelques pertes.

#### Déclin del'Empire
Appelé au commandement de la 6e division du 3e corps de cavalerie de la réserve le 9 janvier 1812, il commande momentanément le 3e corps pendant l'expédition de Russie.
Le 7 septembre, à la Moskowa il est grièvement blessé. Le 10 décembre suivant l'armée française évacuait vilnius, abandonnant dans cette ville plus de 10 000 isolés, malades ou blessés, dont un grand nombre d'officiers de tous grades, parmi lesquels se trouve le général La Houssaye. Tous sont faits prisonniers à l'entrée des Russes dans Vilnius.

### Restauration française
Rentré en France après le traité de Paris en 1814, La Houssaye est nommé chevalier de Saint-Louis le 19 juillet de cette même année et mis en non-activité le 1er septembre suivant. Commandant la 2e division de cavalerie du 1er corps le 6 avril 1815 et disponible le 5 juin suivant, il est de nouveau mis en non-activité à la seconde Restauration.
Il figure comme disponible dans le cadre d'organisation de l'état-major général de l'armée le 30 décembre 1818, et le gouvernement royal lui confie le commandement de la 14e division militaire (Caen) le 13 janvier 1819. Depuis le 30 mars 1820 jusqu'au 23 juillet 1823, il demeure sans fonction et, à cette dernière époque, il est nommé inspecteur-général de gendarmerie. Disponible de nouveau le 1er janvier 1824, il est membre de la commission d'examen des armes à percussion depuis le 1er janvier jusqu'au 1er avril 1828.
Compris dans le cadre d'activité de l'état-major général le 7 février 1831, le général La Houssaye est admis dans le cadre de réserve le 25 mai 1832, mais il est replacé dans le cadre d'activité comme disponible le 3 janvier 1833, et enfin admis à la retraite à compter du 1er novembre suivant.
Son nom est inscrit sur le côté nord de l'arc de triomphe de l'Étoile.

## Récapitulatifs

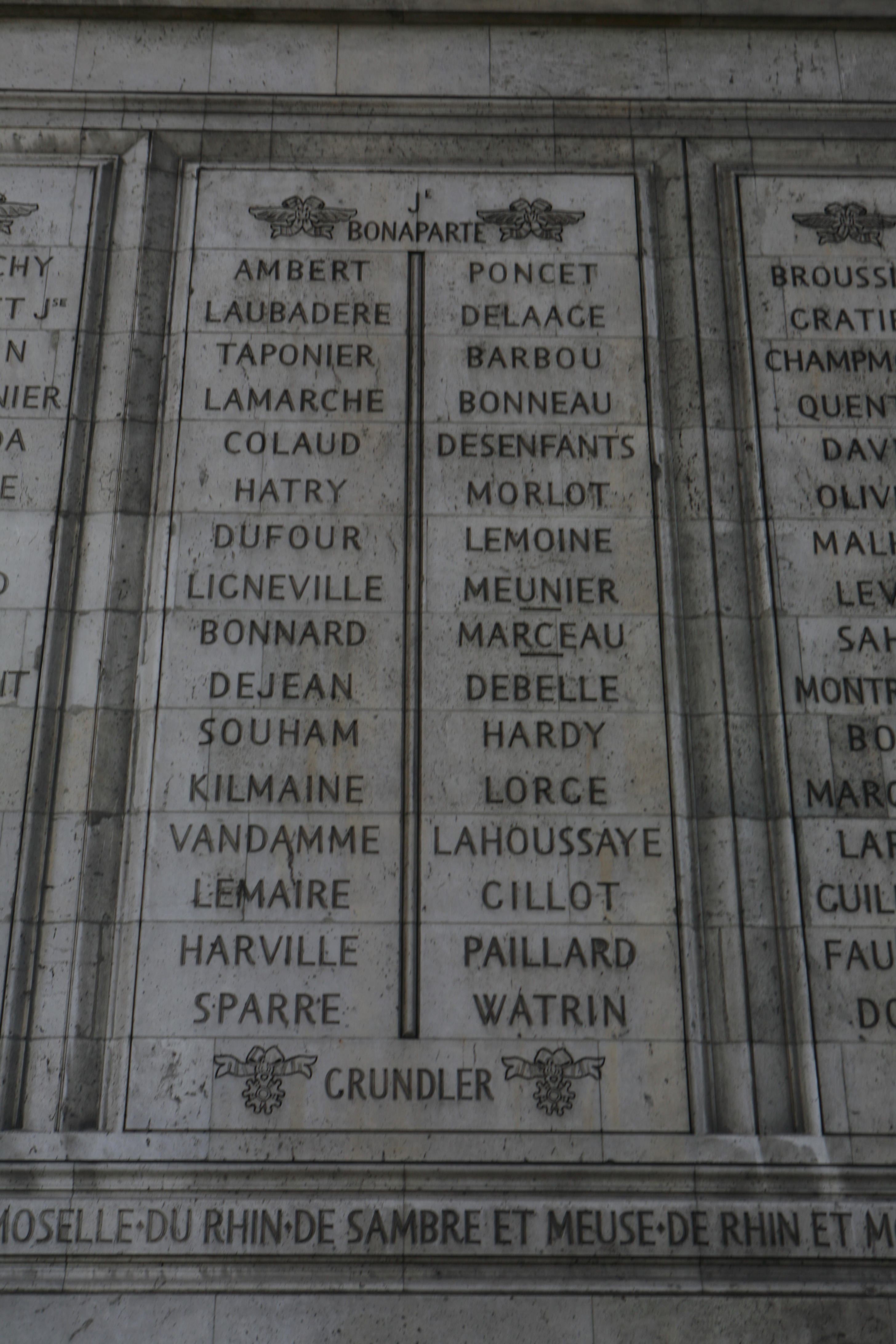
Noms gravés sous l'arc de triomphe de l'Étoile : pilier Nord, 5e et 6e colonnes.

### Titres
- Baron de La Houssaye et de l'Empire (décret du 19 mars 1808, lettres patentes signées à Burgos le 22 novembre 1808).

### Décorations
| Commandant de la Légion d'Honneur | Chevalier de Saint-Louis | Décoration du Lys |

- Légion d'honneur[1] :
  - Légionnaire (11 décembre 1803), puis,
  - Commandant de la Légion d'honneur (14 juin 1804) ;
- Chevalier de Saint-Louis (19 juillet 1814) ;
- Décoration du Lys (d'après le portrait en début d'article) ;

### Hommages
- Le nom de LAHOUSSAYE est gravé au côté Nord (6e colonne) de l’arc de triomphe de l’Étoile, à Paris.

### Armoiries
| Image | Armoiries |
| ----- | --- |
|       | Armes du baron de La Houssaye et de l'Empire D'azur; au chevron d'or, surmonté de deux têtes de cheval d'or, et en pointe d'un sabre de hussard d'argent à poignée d'or, accompagné de trois étoiles d'argent une et deux; quartier des barons militaires, brochant sur le tout. - Livrées : les couleurs de l'écu. |